# هيلين كورديرو
هيلين كورديرو (بالإنجليزية: Helen Cordero)‏ هي خزافة أمريكية، ولدت في 15 يونيو 1915 في كوتشيتي في الولايات المتحدة، وتوفيت في 24 يوليو 1994.